# Vallesia glabra
Vallesia glabra är en oleanderväxtart som först beskrevs av Antonio José Cavanilles, och fick sitt nu gällande namn av Heinrich Friedrich Link. Vallesia glabra ingår i släktet Vallesia och familjen oleanderväxter. Inga underarter finns listade i Catalogue of Life.